# 公妾
公妾（こうしょう）は、結婚の秘跡に反するために離婚と並んで側室制度が許されなかったキリスト教ヨーロッパ諸国の宮廷で主に近世に採用された歴史的制度。'Maîtresse royale'（仏、英:Royal mistress、王の愛人）から訳された歴史用語。寵姫。

## 概要
公妾の生活や活動にかかる費用は公式に王廷費からの支出として認められた。単なる王の個人的な愛人としてでなく社交界へも出席し、フランス18世紀のルイ15世の愛人であったポンパドゥール夫人に代表されるように重要な廷臣として政治にも参画した例がある。王の愛人のうち誰を公妾とするかについては解釈の幅がある。
伝統的に非嫡出子に相続権を認めなかったヨーロッパ諸国では、例外を除いて、国王と公妾の間に産まれた子が王位を継承することはなかった。産まれた子の多くは、爵位を得て家臣に列せられたり、良家に嫁がされたりした。
各国の王室の女性が政略結婚の駒として嫁がされ、王妃や皇后になるのにたいして、公妾は家柄は重視されず実力で寵愛を獲得しなければならなかった。公妾は国王をも動かす権力をもち、主宰する贅沢なサロンは外国に対して、国威を示す役割を担った。またそれゆえ皇后、王妃が醜聞にまみれることを防止する役割も担った。王の寵愛を失ったり、后やその一族から、また、権力闘争や社会不安に巻き込まれ貴族や民衆の恨みをかうこともあり、常に不安定な境遇に置かれていた。
通常、寵愛を受けた国王が死亡すると、新たな国王から年金を支給されて余生を送った。中には殺される者もいたが、許可を得て再婚した者もあった。

## 有名な公妾の例
- アニェス・ソレル - フランス王・シャルル7世
- ディアーヌ・ド・ポワチエ - フランス王・アンリ2世
- ルイーズ・ド・ラ・ヴァリエール - フランス王・ルイ14世
- モンテスパン侯爵夫人 - フランス王・ルイ14世
- ネル・グウィン - イングランド王・チャールズ2世
- ポンパドゥール夫人 - フランス王・ルイ15世
- デュ・バリー夫人 - フランス王・ルイ15世
- マリア・ヴァレフスカ - フランス皇帝・ナポレオン1世
- アリス・ケッペル - イギリス王・エドワード7世
- ウルシュラ・マイェリン - ポーランド王・ジグムント3世